# Ansys Inc.
ANSYS, Inc. (NASDAQ: ANSS) é um desenvolvedor de programas de simulação para engenharia (engenharia assistida por computador, ou CAE) sediado em Canonsburg, Pensilvânia, Estados Unidos. A companhia foi fundada em 1970 por John A. Swanson, e denominada originalmente Swanson Analysis Systems, Inc.

## Aquisições
A Ansys adquiriu diversas companhias desde 2000, incluindo ICEM CFD Engineering, CADOE, CFX, Century Dynamics, Harvard Thermal, Fluent Inc. (2006) e Ansoft Corporation (2008).